# Bettina Hering
Bettina Hering (geboren 1960 in Zürich) ist eine Schweizer Dramaturgin, Regisseurin und Intendantin. Ab 2012 leitete sie das Landestheater Niederösterreich, von 2017 bis 2023 verantwortet sie als Schauspieldirektorin der Salzburger Festspiele das Sprechtheaterprogramm des Festivals.

## Leben und Werk
Hering studierte Germanistik bei Peter von Matt, Philosophie und Psychologische Anthropologie und unternahm Studienreisen nach Nord- und Zentralamerika sowie Südostasien. Danach arbeitete sie als Regieassistentin an den Städtischen Bühnen Frankfurt während der Intendanz von Günther Rühle, unter anderem mit den Regisseuren Peter Palitzsch, Einar Schleef und Hans-Jürgen Syberberg.
Ab 1991 war Hering als freischaffende Regisseurin und Dramaturgin tätig, beispielsweise für das Festival Literatur im Nebel in Heidenreichstein. Dort erstellte sie Textfassungen von Werken bedeutender Autorinnen und Autoren wie Margaret Atwood, Louis Begley, Hans Magnus Enzensberger, Costa-Gavras, Ian McEwan, Amos Oz, Jorge Semprún oder Ljudmila Ulizkaja und arbeitete mit namhaften Schauspielerinnen und Schauspielern zusammen, etwa Senta Berger, Klaus Maria Brandauer, Corinna Harfouch, Michael Maertens, Eva Mattes, Birgit Minichmayr, Elisabeth Orth, Sophie Rois und Martin Wuttke.

### Intendanz in St. Pölten
Ab August 2012 war Hering künstlerische Leiterin am Landestheater Niederösterreich. Sie entwickelte einen innovativen Spielplan, zeigte Stücke, die bislang in Österreich selten oder gar nicht zu sehen waren – darunter Meine Mutter Kleopatra von Attila Bartis, Mamma Medea von Tom Lanoye oder Familiengeschichten der in Moskau bei einem Terroranschlag ums Leben gekommenen Autorin Anna Jablonskaja –, und konnte sechs Nominierungen für den Nestroy-Theaterpreis erringen. Während ihrer Intendanz gastierten internationale Produktionen in St. Pölten, wie Luk Perceval mit Front, Herbert Fritsch mit Nora oder Karin Henkel mit Amphitryon und sein Doppelgänger. Hering förderte auch das partizipative Format des Bürgertheaters und veranstaltete Lesungen und Werkschauen von Autoren wie Marlene Streeruwitz, Franz Schuh oder Arno Geiger. Das Landestheater wurde unter ihrer Leitung zu den Festivals Radikal jung in München und Festival Internacional de Teatro Palco e Rua de Belo Horizonte in Brasilien eingeladen.

### Schauspieldirektorin der Salzburger Festspiele
Ab der Spielzeit 2017 wurde Hering von den Salzburger Festspielen für fünf Jahre als Schauspieldirektorin verpflichtet. Ihr Vertrag begann zwecks Vorbereitungsarbeiten im Juni 2016. Sie war die erste Frau in dieser Funktion. Als künstlerische Leiterin des Landestheaters Niederösterreich folgte ihr Marie Rötzer nach. Später wurde ihr Vertrag um zwei Jahre bis Herbst 2023 verlängert. Im Oktober 2023 folgte ihr Marina Davydova als Schauspielchefin der Festspiele nach.